# 킹코브라
킹코브라(영어: King cobra, 학명: Ophiophagus hannah)는 아시아에 서식하는 뱀의 일종이다. 평균 3.18~4m, 기록 길이 5.85m의 이 뱀은 세계에서 가장 길고 가장 무거운 독사 중 하나이다. 킹코브라속에 속하는 킹코브라는 일반적인 이름과 약간의 유사성에도 불구하고 계통 발생학적으로 진짜 코브라가 아니다. 인도 아대륙에서 동남아시아, 중국 남부에 걸쳐 있는 킹코브라는 흔하지는 않지만 널리 분포되어 있다.
개체들은 흰색 줄무늬가 있는 검은색부터 부서지지 않은 갈색 회색까지 서식지 전반에 걸쳐 다양한 색을 띠지만 분류학적 재평가를 거쳐 더 이상 속의 유일한 구성원이 아니라 이제 종 복합체가 되었으며, 이러한 패턴과 기타 측면의 차이로 인해 속이 최소 4종으로 나뉘어 넓은 지리적 범위에 걸쳐 분포할 수 있다.
주로 다른 도마뱀과 설치류를 포함한 다른 뱀을 사냥하지만, 다른 도마뱀과 설치류는 가끔씩 먹이가 되기도 한다. 이 뱀은 부화 기간 동안 암컷이 의도적이고 세심하게 모아 보호하는 알을 위한 지상 둥지를 짓는 유일한 뱀류이다. 이 뱀의 전형적인 위협 표시에는 목덜미 퍼짐, 머리 들어 올리기, 쉿쉿 하는 소리, 때로는 충전 등이 포함된다. 엄청난 독을 생산하면서 상당한 범위와 높이에서 타격할 수 있는 이 종의 맹독은 신경독성 및 세포독성 증상의 빠른 발병을 유발할 수 있으므로 신속한 항독제 투여가 필요하다. 무시무시한 평판에도 불구하고 인간에 대한 공격성은 일반적으로 개인이 부주의하게 자신을 노출하거나 궁지에 몰렸을 때 발생하며, 부정적인 상호작용을 포함하여 우연을 통해 발생한다.

## 묘사
킹코브라의 피부는 올리브 그린이며 몸통에 검은색과 흰색 띠가 있으며 머리로 수렴한다. 머리는 15개의 황갈색과 검은색 가장자리 방패(개인 간에 일관되게 존재하는 큰 비늘)로 덮여 있다. 입마개는 둥글고 혀는 검은색이다. 윗턱에는 송곳니 2개와 상악니 3~5개, 아래턱에는 치아 2열이 있다. 콧구멍은 두 개의 방패 사이에 있다. 큰 눈은 금색 홍채와 둥근 눈동자를 가지고 있다. 후드는 타원형이며 올리브 그린 매끄러운 비늘과 가장 낮은 두 비늘 사이에 검은 반점 2개로 덮여 있다. 원통형 꼬리는 위는 황록색이고 검은색으로 표시되어 있다. 머리 위에는 한 쌍의 큰 후두부 비늘이 있고 목에는 17~19줄의 매끄러운 비스듬한 비늘이 있으며 몸에는 15줄이 있다. 어린 개체는 검은색이며 셰브론 모양의 흰색, 노란색 또는 버프 막대가 머리를 향한다. 성체 킹코브라의 길이는 3.18~4m이다. 가장 오래 알려진 개체는 5.85m로 균일한 타원형이다. 등쪽 비늘은 비스듬한 배열로 배치된다.
킹코브라는 성적으로 이형적이며, 특히 번식기에 수컷이 더 크고 창백하다. 인도 케랄라주에서 포획된 수컷의 몸무게는 최대 3.75m, 최대 10kg이다. 포획된 암컷의 최대 길이는 2.75m, 무게는 5kg이다. 알려진 가장 큰 킹코브라는 길이가 5.59m이고 태국에서 포획되었다. 크기와 후드가 다른 코브라 종과 다르다. 더 크고 목에 줄무늬가 더 좁고 더 길다.

## 분포 및 서식지
킹코브라는 열대 아시아 전역에 널리 분포되어 있다. 인도의 테라이와 네팔 남부, 부탄과 인도 북동부의 브라마푸트라강 유역, 방글라데시, 미얀마, 중국 남부, 캄보디아, 태국, 라오스, 베트남, 말레이시아, 싱가포르, 인도네시아, 필리핀의 해양 동남아시아 국가까지 2,000m 고도에서 서식한다.

## 행동생태학
다른 뱀과 마찬가지로 킹코브라는 갈린 혀를 통해 화학 정보를 받아 향기 입자를 집어 입천장에 위치한 감각 수용체 (보습코기관)로 옮긴다. 복막 후에는 먹이를 통째로 삼킨다. 턱이 유연하기 때문에 머리보다 훨씬 큰 먹이를 삼킬 수 있다. 낮에는 사냥하기 때문에 주행성으로 간주되지만 밤에도 거의 볼 수 없다.

### 번식
암컷은 50~59일 동안 중력을 유지한다. 킹코브라는 3월 말부터 5월 말까지 마른 잎사귀를 이용해 둥지를 짓는 유일한 뱀이다. 대부분의 둥지는 나무 밑동에 위치하며 중앙 높이가 최대 55cm, 밑동 폭이 140cm이다. 여러 겹으로 구성되어 있으며 대부분 한 개의 방이 있으며 암컷이 알을 낳는 곳이다. 알무더기 크기는 7~43개의 알을 낳으며, 66~105일의 부화 기간을 거쳐 6~38개의 알을 낳는다. 둥지 내부의 온도는 일정하지 않지만 고도에 따라 13.5~37.4°C까지 다양하다. 암컷은 2~77일 동안 둥지 옆에 머무른다. 부화 기간은 37.5~58.5cm이고 몸무게는 9~38g이다.
킹코브라는 통성 처녀생식이 가능한 것으로 나타났다.  처녀생식 메커니즘은 감수분열의 아나페이즈 II 단계에서 형성된 감수분열 산물이 융합되는 말단 융합 오토믹시스라고 불리는 감수분열의 변형으로 보인다.
부화의 독은 성체의 독만큼이나 강력하다. 밝게 표시되어 있지만 이러한 색은 성숙할수록 사라지는 경우가 많다. 그들은 경계심을 갖고 긴장하며 방해를 받으면 매우 공격적이다.
야생 킹코브라의 평균 수명은 약 20년이다.